# 卡博納 (加利福尼亞州)
卡博納（英語：Carbona）是位於美國加利福尼亞州聖華金縣的一個非建制地區。

## 地理
卡博納的座標為37°41′46″N 121°24′44″W / 37.69611°N 121.41222°W，而該地最高點為海拔高度41米（即135英尺）。

## 人口
根據2010年美國人口普查的數據，卡博納的面積為5.00平方千米，當中陸地面積為5.00平方千米，而水域面積為5.00平方千米。當地共有人口500人，而人口密度為每平方千米100人。